# Вотч-Гілл (Род-Айленд)
Вотч-Гілл (англ. Watch Hill) — переписна місцевість (CDP) в США, в окрузі Вашингтон штату Род-Айленд. Населення — 212 особи (2020).

## Географія
Вотч-Гілл розташований за координатами 41°19′14″ пн. ш. 71°50′35″ зх. д. / 41.32056° пн. ш. 71.84306° зх. д. (41.320591, -71.843132).  За даними Бюро перепису населення США в 2010 році переписна місцевість мала площу 2,10 км², з яких 2,07 км² — суходіл та 0,04 км² — водойми.

## Демографія
Згідно з переписом 2010 року, у переписній місцевості мешкали 154 особи в 76 домогосподарствах у складі 48 родин. Густота населення становила 73 особи/км².  Було 317 помешкань (151/км²).
Расовий склад населення:
| - 99,4 % — білих |

До двох чи більше рас належало 0,0 %. Частка іспаномовних становила 1,9 % від усіх жителів.
За віковим діапазоном населення розподілялося таким чином: 13,6 % — особи молодші 18 років, 50,0 % — особи у віці 18—64 років, 36,4 % — особи у віці 65 років та старші. Медіана віку мешканця становила 60,5 року. На 100 осіб жіночої статі у переписній місцевості припадало 79,1 чоловіків;  на 100 жінок у віці від 18 років та старших — 82,2 чоловіків також старших 18 років.
Середній дохід на одне домашнє господарство  становив 290 952 долари США (медіана — 80 658), а середній дохід на одну сім'ю — 206 018 доларів (медіана — 81 118). 
Цивільне працевлаштоване населення становило 83 особи. Основні галузі зайнятості: виробництво — 27,7 %, оптова торгівля — 22,9 %, фінанси, страхування та нерухомість — 18,1 %.